# Atelopus spumarius
Espèce
Statut de conservation UICN

 VU A3ce : Vulnérable
Atelopus spumarius est une espèce d'amphibiens de la famille des Bufonidae.

## Répartition
Cette espèce se rencontre :
- au Brésil en Amazonas ;
- dans l'est de l'Équateur ;
- dans l'Est du Pérou.

Sa présence en Colombie est incertaine.

## Description

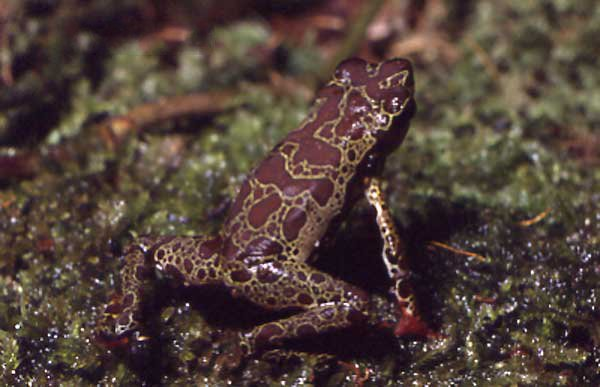
Atelopus spumarius

Les mâles mesurent de 26 à 29 mm et les femelles de 31 à 39 mm.

## Taxinomie
Les espèces Atelopus hoogmoedi et Atelopus pulcher ont été relevées de leurs synonymies avec Atelopus spumarius.

## Publication originale
- Cope, 1871 : Ninth Contribution to the Herpetology of Tropical America. Proceedings of the Academy of Natural Sciences of Philadelphia, vol. 23, no 2, p. 200-224 (texte intégral).